# Oxypleurodon
Oxypleurodon is een geslacht van kreeftachtigen uit de klasse van de Malacostraca (hogere kreeftachtigen).

## Soorten
- Oxypleurodon alaini Richer de Forges & Ng, 2009
- Oxypleurodon annulatum Richer de Forges & Ng, 2009
- Oxypleurodon auritum (Rathbun, 1916)
- Oxypleurodon aurorae (Alcock, 1899)
- Oxypleurodon barazeri Richer de Forges & Ng, 2009
- Oxypleurodon bidens (Sakai, 1969)
- Oxypleurodon bipartitum (Guinot & Richer de Forges, 1986)
- Oxypleurodon boholense Richer de Forges & Ng, 2009
- Oxypleurodon carbunculum (Rathbun, 1906)
- Oxypleurodon christiani Richer de Forges & Corbari, 2012
- Oxypleurodon coralliophilum (Takeda, 1980)
- Oxypleurodon cuneus Wood-Mason, in Wood-Mason & Alcock, 1891
- Oxypleurodon difficilis (Guinot & Richer de Forges, 1985)
- Oxypleurodon holthuisi Richer de Forges, 2010
- Oxypleurodon karubar Richer de Forges, 1995
- Oxypleurodon lowryi (Richer de Forges, 1992)
- Oxypleurodon luzonicum (Rathbun, 1916)
- Oxypleurodon mammatum (Guinot & Richer de Forges, 1986)
- Oxypleurodon orbiculatum (Guinot & Richer de Forges, 1986)
- Oxypleurodon parallelum Richer de Forges & Ng, 2009
- Oxypleurodon pinocchio (Guinot & Richer de Forges, 1985)
- Oxypleurodon sanctaeclausi Richer de Forges & Ng, 2009
- Oxypleurodon sphenocarcinoides (Rathbun, 1916)
- Oxypleurodon stimpsoni Miers, 1885
- Oxypleurodon stuckiae (Guinot & Richer de Forges, 1986)
- Oxypleurodon tavaresi Richer de Forges, 1995
- Oxypleurodon velutinum (Miers, 1886)
- Oxypleurodon wanganella Webber & Richer de Forges, 1995
- Oxypleurodon wilsoni Richer de Forges & Poore, 2008